# Дивлянска котловина
Дивлянската котловина е котловина в Западна България, област Перник, във физико-географската област Краище.
Котловината е разположена по двата бряга на река Явор (Пенкьовска), ляв приток на Треклянска река, между планините Рудина на изток, Ерулска на север и Пенкьовска на запад. Площта ѝ е 19,5 km2, а средната ѝ надморска височина варира от 650 до 750 – 800 m. Котловинното дъно е хълмисто и силно разчленено от левите притоци на река Пенкьовска – Дивлянска и Селска. Образувана е през младия плиоцен, когато е била залята от водите на малък езерен басейн. Отводнява се от по-горе посочените реки. Климатът е умерено континентален, като средната годишна валежна сума е от порядъка на 593 mm/m2. Почвената покривка е представена от кафяви и канелени горски почви. Има благоприятни условия за развитие на зърнодобив, овощарство и животновъдство, но през последните години този поминък на малко останалото и застаряващо население в района е почти изоставен.
В нея са разположени три малки села: Дивля, Долна Врабча и Смиров дол.
През котловината от север на юг, на протежение от 6,3 km преминава участък от третокласен път № 605 от Държавната пътна мрежа Батановци – Еловдол – Земен.

## Топографска карта
- Лист от карта K-34-58. Мащаб: 1 : 100 000.